# مگومی کامیونوبه
مگومی کامیونوبه (انگلیسی: Megumi Kamionobe؛ زادهٔ ۱۵ مارس ۱۹۸۶) بازیکن فوتبال اهل ژاپن است که در تیم ملی فوتبال زنان ژاپن بازی کرده‌است.